# Things We Lost in the Fire (single)
Things We Lost in the Fire is een single van de Britse band Bastille. Het nummer komt van hun debuutalbum Bad Blood en is daarvan de tweede track. Het werd op 2 september 2013 uitgebracht als download.

## Muziekvideo
Voor de uitgave van Things We Lost in the Fire werd op de Franse nationale feestdag, in het Engels Bastille Day, rond middernacht Britse tijd een muziekvideo op YouTube geplaatst. De video is 4 minuten en 21 seconden lang en werd opgenomen in Litouwen.

## NPO Radio 2 Top 2000
| Nummer met noteringen in de NPO Radio 2 Top 2000 | '14 | '15  | '16 | '17  | '18  | '19  |
| ------------------------------------------------ | --- | ---- | --- | ---- | ---- | ---- |
| Things We Lost in the Fire                       | 552 | 1026 | 843 | 1310 | 1593 | 1881 |

1. ↑  Een vetgedrukt getal geeft de hoogste notering aan.
2. ↑  2014 was het eerste jaar met een notering voor dit nummer.
3. ↑  Deze tabel is bijgewerkt tot en met de laatste editie (2024).